# Портсмут (Ајова)
Портсмут (енгл. Portsmouth) град је у америчкој савезној држави Ајова. По попису становништва из 2010. у њему је живело 195 становника.

## Демографија
Према попису становништва из 2010. у граду је живело 195 становника, што је -30 (-13.3%) становника више него 2000. године.
| Група             | 2000.       | 2010.       |
| Белци             | 223 (99,1%) | 192 (98,5%) |
| Афроамериканци    | 0 (0,0%)    | 1 (0,5%)    |
| Азијати           | 0 (0,0%)    | 0 (0,0%)    |
| Хиспаноамериканци | 1 (0,4%)    | 0 (0,0%)    |
| Укупно            | 225         | 195         |